# Morpho peleides
Espèce
Morpho peleides est une espèce d'insectes lépidoptères (papillons) qui appartient à la famille des nymphalidés, sous-famille des Morphinae, à la tribu des Morphini et au genre Morpho. Il est parfois considéré comme une sous-espèce de Morpho helenor.

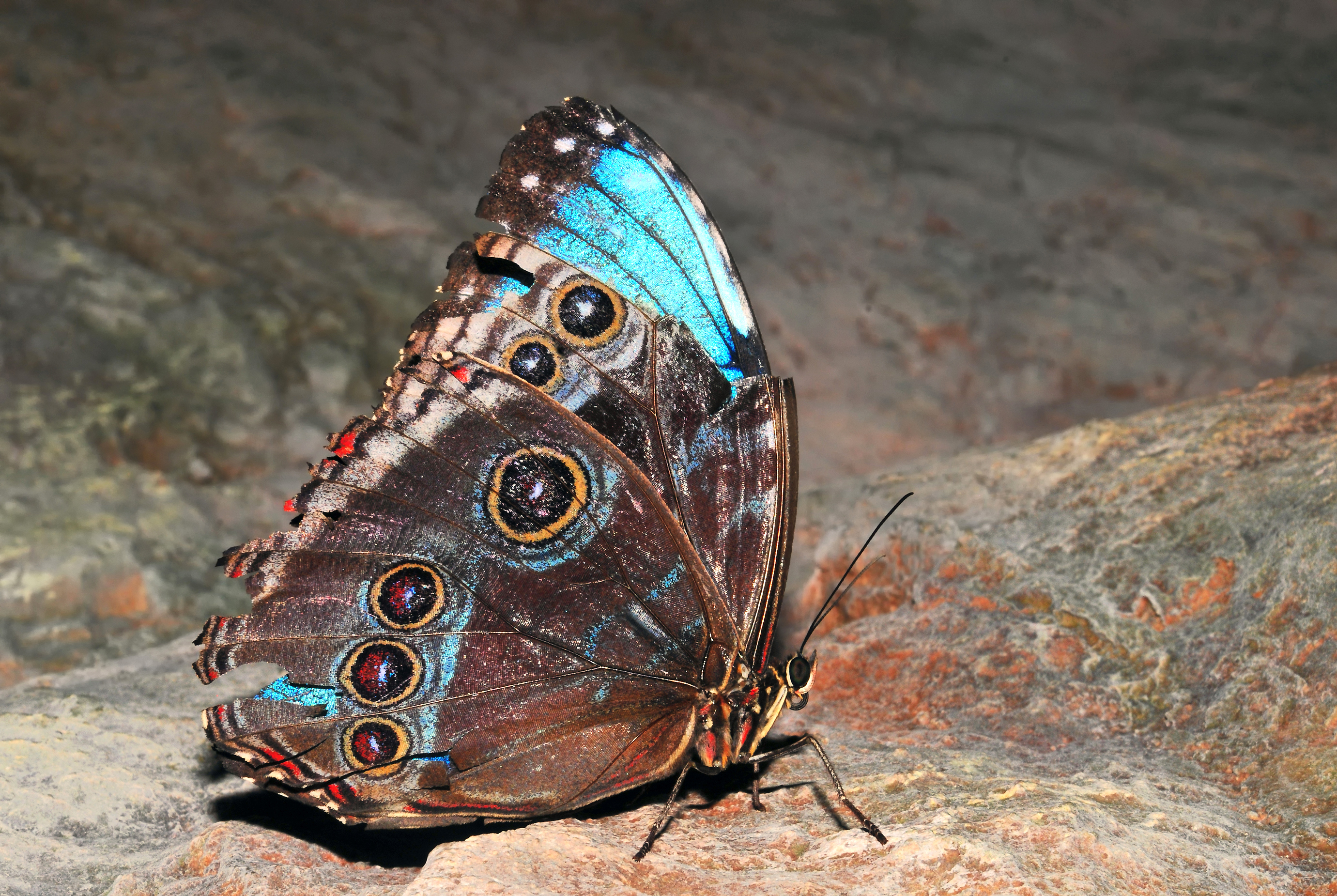
Morpho peleides.

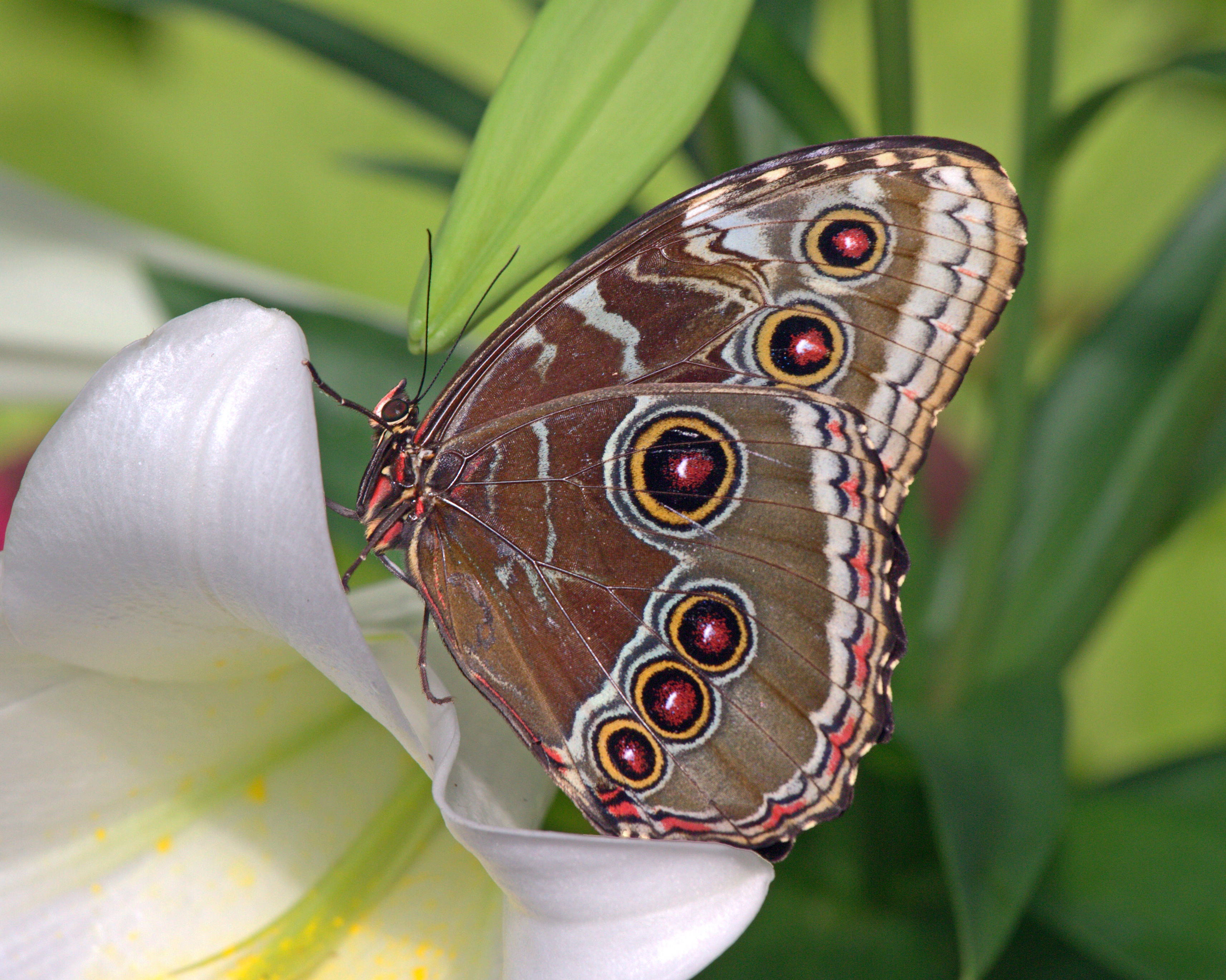
Dessous des ailes du Morpho peleides.